# Боряна Росса
Боряна Росса (рождено име Боряна Димитрова Драгоева; 21 юни 1972, София) е българска художничка акционистка, феминистка активистка , трансхуманистка.

## Биография
Завършва Националната художествена академия в София, специалност Стенопис (1997). През 2007 г. завършва Политехническия институт Ранселар с магистърска степен.
През 2003 г. Боряна Росса заедно с Олег Мавромати взима участие в изложбата „Внимание, религия!“. Специално за нея художничката прави фотографията „Фонтан“, на която е изобразена сибирска белка, увенчаваща скулптурна композиция на библейски сюжет. На 18 януари 2003 г. Сахаровският център, където е разположена изложбата, е нападнат от защитници на православието, почти всички експонати са повредени, унищожени или откраднати. Фотографията „Фонтан“ е залята с боя от вандалите и разрушена.
През 2004 г. влиза в групата „Ултрафутуро“ (заедно с Олег Мавромати, Катя Дамянова, Антон Терзиев, Мирослав Димитров, Станислав Ганчев). Същата година заедно с Олег Мавромати създава т.нар. „Манифест Ултрафутуро“ – манифест за радикален трансхуманизъм, а също и ред други програмни документи по трансхуманизъм, иммортализъм и робоетика.
През 2006 г. Боряна Росса се среща с бащата на криониката Робърт Етингър в Института по крионика (щат Мичиган) и снима документален филм за него. Същата година тя взима участие в 10-ия семинар по трансхуманизъм и научен иммортализъм в Института на Руската академия на науките за Африка и става редактор на трансхуманистичното българско списание „УМВЕЛТ“.
През 2009 г. курира трансхуманистичния проект „Корпус екстремус, живот +“ в галерия EXIT ART (Ню Йорк).
През 2012 г. защитава дисертация в Политехническия институт Ранселар и става доктор в областта на дигиталното изкуство.. От 2012 г. е професор в Сиракузкия университет в САЩ.
През август 2012 г. заедно с Марина Галперина и Анджела Уошко Боряна Росса провежда в Харлем акция в подкрепа на Пуси Райът.
През ноември 2012 г. Боряна Росса заедно със Станимир Панайотов курира фестивала за съвременно изкуство „София куиър форум“.  Росса подкрепя правата на ЛГБТ и куиър хората.
Живее и работи в България и САЩ. Определя себе си като хетеросексуална жена с куиър идентичност.

## Избрани проекти
- 2012 – „Common Frequency“ (заедно с Олег Мавромати). Галерия „Radiator“, Ню Йорк
- 2012 – „Апокалипсис в Чайнатаун“ (заедно с Олег Мавромати). АРТ-ДЕПО М-ТЕЛ, София
- 2011 – „Гражданска позиция“ (заедно с Олег Мавромати). Галерия на Института за съвременно изкуство, София.[10]
- 2009 – Акция „Слуги на народа“ (заедно с Олег Мавромати). Стеделек музеум, Амстердам.
- 2009 – Акция „Витрувианско тяло“ (заедно с Олег Мавромати). Художествена академия, Берлин.[11][12]
- 2009 – Акция „Rotte Armie Forever“ (заедно с Олег Мавромати, Евгений Лосик). Райхстаг, Берлин
- 2008 – Акция „Антихелуин“ (заедно с Олег Мавромати). Art Hall, Талин
- 2006 – Акция „За живите и мъртвите“ (заедно с Олег Мавромати). RIAP, Квебек
- 2006 – Акция „Вавилонската риба“ (заедно с Олег Мавромати). Музей „Дженерал електрик“, Ню Йорк
- 2006 – Акция „Преди и след“ (заедно с Олег Мавромати). EXIT ART gallery, Ню Йорк
- 2006 – Акция „Всички дяволи да вървят по дяволите!“ (заедно с Олег Мавромати). Хелуин. Бруклин, Ню Йорк
- 2005 – „Выступление интернациональной группы за освобождение роботов“. Галерия М’АРС, Москва[13]
- 2004 – Акция „Последният клапан“, София [14]

## Филмография
- 2004 – „Ултрафутуро манифест“ (България) – филм за трансхуманистичните проекти на групата Ултрафутуро с цитати от манифестите.
- 2004 – „МЕАРТ и снежинката“ (САЩ) – филм за бащата на криониката Робърт Етингър и проекта по крионизация на мозъчни клетки МЕАРТ.
- 2012 – „След падението“ (САЩ) – филм за проблемите на джендъра в съветската и постсъветската епоха.

### Профили
- Официален сайт на Боряна Росса ((en))
- Официален сайт на Боряна Росса Архив на оригинала от 2013-07-04 в Wayback Machine.
- Боряна Росса и Олег Мавромати на сайта на „Гьоте институт“ ((en))
- Профил на Боряна Росса на сайта Fact[неработеща препратка] ((en))
- Боряна Росса на сайта ArtSlant Архив на оригинала от 2019-03-12 в Wayback Machine. ((en))

### Статии на Боряна Росса
- Боряна Росса, „Pussy Riot as a dream“ на сайта Нови леви перспективи, 17 септември 2012 ((en))
- Боряна Росса, „Pussy Riot как вожделение“ Архив на оригинала от 2016-03-04 в Wayback Machine. на сайта Запрещенное искусство, 7 ноември 2012 ((ru))
- Боряна Росса, „Pussy Riot като мечта“ Архив на оригинала от 2013-05-10 в Wayback Machine., Bulgaria.Indymedia, 17 август 2012
- Боряна Росса, „Относно украсения паметник на Съветската армия“, в. „Култура“, бр. 25 (2643), 1 юли 2011
- Боряна Росса, „Критично за критическото изкуство“ (рец. за „Група XXL. Реминисценции от 90-те“, куратори Свилен Стефанов и Иван Кюранов, СГХГ, 12 октомври – 21 ноември 2010), в. „Култура“, бр. 40 (2613), 19 ноември 2010

Видео
- Боряна Росса за съвременното изкуство – ArtTimeMedia.mpg, YouTube, качено на 4 април 2012 (видео)
- Боряна Роса и Иво Инджев за политически ангажираното изкуство, БНТ, Денят започва с култура, YouTube, качено на 7 февруари 2012

Акции
- Акцията Rose Standart на Боряна Роса и Олег Мавромати на сайта на Института за съвременно изкуство в София Архив на оригинала от 2022-01-25 в Wayback Machine., 12 август 2011 ((en))
- Акцията ZS – SZ на Боряна Росса и Олег Мавромати на сайта Animal New York ((en))
- CIVIL POSITION – documentation of six performances by Boryana Rossa and Oleg Mavromatti Архив на оригинала от 2018-04-30 в Wayback Machine., Contemporary Performance Network, 1 август 2011 ((en))

Отзиви на критици
- Dennis Overbye, „Hello Van Gogh, Can You Hear Me Now?“, The New York Times, 13 април 2009 ((en))
- Peter Schjeldahl, „Women’s Work“ (Feminist art at the Brooklyn Museum), The New Yorker, 9 април 2007 ((en))